# Танцуващи тъмнокожи
„Танцуващи тъмнокожи“ (на английски: Dancing Darkies) е американски късометражен документален ням филм от 1896 година, заснет от режисьора и продуцент Уилям Кенеди Диксън.

## Сюжет
Компания от няколко малки тъмнокожи деца показват своите танцувални умения пред камерата, под съпровода на музика от банджо.

## Продукция
Снимките на филма протичат в студио на Бродуей в Манхатън, Ню Йорк. Премиерата му се състои на 12 септември 1896 година.